# ローガン郡 (イリノイ州)
ローガン郡（英: Logan County）は、アメリカ合衆国イリノイ州の中央部に位置する郡である。2010年国勢調査での人口は30,305人であり、2000年の31,183人から2.8％減少した。郡庁所在地はリンカーン市（人口14,504人）であり、同郡で人口最大の都市でもある。
ローガン郡はその全体でリンカーン小都市圏を構成している。

## 歴史
ローガン郡は1839年に設立され、郡名は南北戦争の北軍ジョン・アレクサンダー・ローガン将軍の父であり、イリノイ州下院議員で医者でもあるジョン・ローガンに因んで名付けられた。

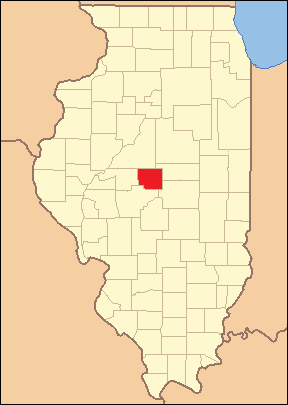
1841創設時の郡領域
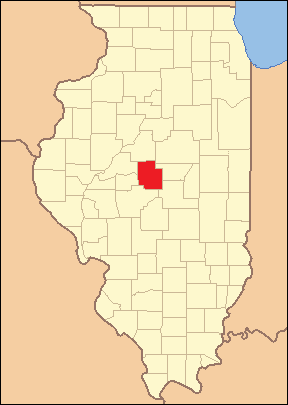
1841年から1845年まで
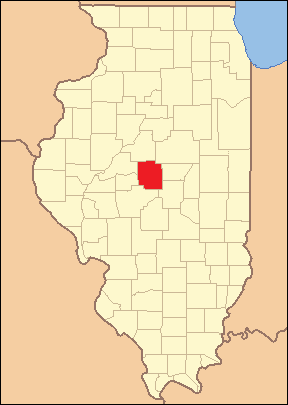
1845にデウィット郡から一部割譲を受けてから現在までの領域

## 地理
アメリカ合衆国国勢調査局に拠れば、郡域全面積は618.93平方マイル (1,603.0 km2)であり、このうち陸地618.06平方マイル (1,600.8 km2)、水域は0.87平方マイル (2.3 km2)で水域率は0.14％である。

### 主要高規格道路
- 州間高速道路55号線
- 州間高速道路155号線
- アメリカ国道136号線
- イリノイ州道10号線
- イリノイ州道54号線
- イリノイ州道121号線

### 隣接する郡
- テイズウェル郡 - 北
- マクリーン郡 - 北東
- デウィット郡 - 東
- メイコン郡 - 南東
- サンガモン郡 - 南
- メナード郡 - 西
- メイソン郡 - 北西

## 気候と気象
近年、郡庁所在地であるリンカーン市の平均気温は1月の15°F (-9 ℃) から7月の86°F (30 ℃) まで変化している。過去最低気温は1914年12月に記録された-29°F (-34 ℃) であり、過去最高気温は1936年7月に記録された113°F (45 ℃) である。月間降水量は2月の1.55インチ (39 mm) から5月の4.42インチ (112 mm) まで変化している。

## 人口動態
以下は2010年国勢調査による人口統計データである。
| 基礎データ - 人口: 30,305人 - 世帯数: 12,107 世帯 - 家族数: 7,274 家族 - 人口密度: 19人/km2（49人/mi2） 人種別人口構成 - 白人: 87.7% - アフリカン・アメリカン: 7.4% - ネイティブ・アメリカン: 0.2% - アジア人: 0.6% - 太平洋諸島系: 0.02% - その他の人種: 0.04% - 混血: 1.1% - ヒスパニック・ラテン系: 2.9% | 世帯と家族（対世帯数） - 18歳未満の子供がいる: 29.7% - 結婚・同居している夫婦: 50.3% - 未婚・離婚・死別女性が世帯主: 10.6% - 非家族世帯: 34.3% - 単身世帯: 29.4% - 平均構成人数 - 世帯: 2.34人 - 家族: 2.85人 |

以下は2000年国勢調査による人口統計データである。
| 基礎データ - 人口: 31,183人 - 世帯数: 11,113 世帯 - 家族数: 7,579 家族 - 人口密度: 19人/km2（50人/mi2） - 住居数: 11,872軒 - 住居密度: 7軒/km2（19軒/mi2） 人種別人口構成 - 白人: 91.69% - アフリカン・アメリカン: 6.56% - ネイティブ・アメリカン: 0.16% - アジア人: 0.5% - 太平洋諸島系: 0.01% - その他の人種: 0.41% - 混血: 0.62% - ヒスパニック・ラテン系: 1.61% 先祖による構成 - ドイツ系：37.3％ - アメリカ人：17.0％ - アイルランド系：10.9％ - イギリス系：9.9％ 言語による構成 - 英語：97.1％ - スペイン語：2.0％ | 年齢別人口構成 - 18歳未満: 21.9% - 18-24歳: 11.6% - 25-44歳: 29.7% - 45-64歳: 21.8% - 65歳以上: 15.0% - 年齢の中央値: 37歳 - 性比（女性100人あたり男性の人口） - 総人口: 99.9 - 18歳以上: 98.7 世帯と家族（対世帯数） - 18歳未満の子供がいる: 31.2% - 結婚・同居している夫婦: 55.3% - 未婚・離婚・死別女性が世帯主: 9.3% - 非家族世帯: 31.8% - 単身世帯: 27.8% - 65歳以上の老人1人暮らし: 13.9% - 平均構成人数 - 世帯: 2.42人 - 家族: 2.94人 | 収入と家計 - 収入の中央値 - 世帯: 39,389米ドル - 家族: 48,655米ドル - 性別 - 男性: 33,015米ドル - 女性: 23,461米ドル - 人口1人あたり収入: 17,953米ドル - 貧困線以下 - 対人口: 8.1% - 対家族数: 6.2% - 18歳未満: 10.5% - 65歳以上: 7.6% |

## 州政府の機関
イリノイ州矯正省ローガン矯正センターが、郡内リンカーン市に近い未編入領域にある。

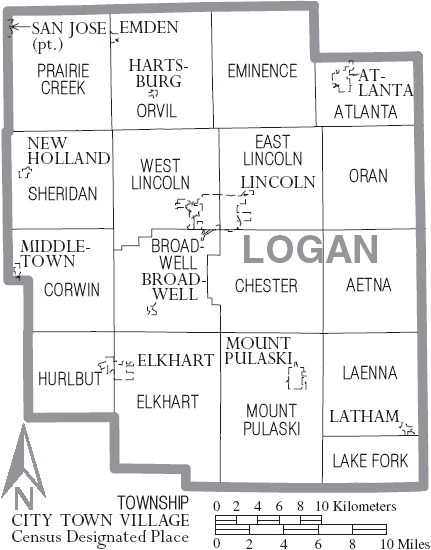
ローガン郡郡区図

## 郡区
ローガン郡は下記16の郡区に分割されている。
| - イートナ - アトランタ - ブロードウェル - チェスター | - コーウィン - イーストリンカーン - エルクハート - エミネンス | - ハールバット - レイクフォーク - マウントプラスキ - オラン | - オービル - プレーリークリーク - シェリダン - ウェストリンカーン |

## 都市と町
| - リンカーン - 郡庁所在地 - アトランタ - ビーソン - ブロードウェル - バートンビュー | - チェスターベイル - チェスナット - コーンランド - エルクハート - エムデン | - ハーツバーグ - レイクフォーク - ローンデール - ラザム - ミドルタウン | - マウントプラスキ - ニューホランド - サンジョゼ |